# Жорж де Лаянс
Жорж де Лаянс (фр. Georges de Layens; 1834–1897) — французький ботанік і пасічник.

## Біографія
Жорж де Лаянс народився у місті Лілль 6 січня 1834 року. Вивчав механіку в паризькому коледжі Сент-Барб. Приблизно з 1862 року відвідував курси з лісівництва в Люксембурзі, а також курси Анрі Амі (Henri Hamet, 1815—1889) з бджільництва, мав можливість практикуватися на пасіці Амі в Медоні.
У 1865 році на виставці в Парижі Лаянс примітив вулик-лежак з горизонтальними рамками, виставлений Тьєррі-М'єгом. Він трохи розширив цей вулик, який згодом набув широкої популярності під назвою «вулик Лаянса» (або «альпійський вулик»), хоча сам Лаянс ніколи не називав себе його винахідником.
З 1869 року Лаянс протягом чотирьох років жив в Альпах, де займався вивченням медоносних рослин. У 1873 році переїхав до Парижа. Близько 1877 року заснував пасіку у Луї. У 1896 році через погіршення стану здоров'я переїхав на південь Франції, в Ніццу.
23 жовтня 1897 ррку Жорж де Лаянс помер.
У 1887 році вийшла книга Лаянса і його друга, професора Сорбонни,  Гастона Боньє (1853—1922) Nouvelle flore. Вона багато разів перероблялася і перевидавалася, в 1944 році вийшло 14-е видання цієї книги.

## Деякі публікації
- Layens, G. Élevage des abeilles. — Paris, 1874. — 248 p.
- Bonnier, G .; Layens, G. Nouvelle flore. — Paris, 1887. — 271 p.
- Bonnier, G .; Layens, G. Petite flore des écoles, contenant les plantes les plus communes, ainsi que les plantes utiles et nuisibles. — Paris, 1889. — 144 p.
- Bonnier, G .; Layens, G. Cours complet d'apiculture. — Paris, 1897. — 439 p.